# Franz Tost
Franz Tost, född den 20 januari 1956 i Trins, är en österrikisk före detta racerförare som för närvarande är stallchef för Formel 1-stallet Scuderia Alpha Tauri sedan 2020 efter att Scuderia Toro Rosso bytte namn. Han jobbade som driftschef hos BMW Sauber innan han anlitades som stallchef för Toro Rosso av Dietrich Mateschitz år 2006.